# Eridontomerus isosomatis
Eridontomerus isosomatis is een vliesvleugelig insect uit de familie Torymidae. De wetenschappelijke naam is voor het eerst geldig gepubliceerd in 1882 door Riley.